# Чърнешка Гора
Чърнешка Гора (на словенски: Črneška Gora) е село в Словения, Корошки регион, община Дравоград. Според Националната статистическа служба на Република Словения през 2015 г. селото има 50 жители.